# Amperozwój
Amperozwój (Az) – pozaukładowa (MKS) jednostka siły magnetomotorycznej o wymiarze ampera, równa przepływowi jednego ampera prądu stałego przez pojedynczy zamknięty zwój solenoidu.